# Radio Disney Music Awards de 2017
O Radio Disney Music Awards de 2017 foi realizado em 29 de abril de 2017, no Microsoft Theater, em Los Angeles, Califórnia, nos Estados Unidos. A cerimônia foi ao ar na Radio Disney e no Disney Channel na noite seguinte, em 30 de abril de 2017, às 20h (horário de Brasília).

## Produção
Em 25 de janeiro, a Rádio Disney anunciou cinco anfitriões da edição de 2017: os cantores Jordan Fisher, Alex Aiono e Kelsea Ballerini, e as atrizes Sofia Carson e Jenna Ortega foram escolhidos. Os artistas foram escolhidos através de uma enquete no Twitter, onde o público indicou os nomes que devem ser convidados. Os ingressos para assistir o prêmio foram disponíveis no dia 3 de março de 2017.

## Performances
| Artista(s)                                                       | Canção                                                                                                |
| ---------------------------------------------------------------- | --- |
| Jordan Fisher Auli'i Cravalho Alessia Cara Tally                 | "You're Welcome" "How Far I'll Go"                                                                    |
| Hailee Steinfeld                                                 | "Most Girls" "Starving"                                                                               |
| Julia Michaels                                                   | "Issues"                                                                                              |
| Kelsea Ballerini                                                 | "Yeah Boy"                                                                                            |
| Noah Cyrus                                                       | "Make Me (Cry)"                                                                                       |
| Lindsey Stirling                                                 | "Hold My Heart" (apenas violino)                                                                      |
| Sabrina Carpenter                                                | "Thumbs"                                                                                              |
| Kelsea Ballerini Hailee Steinfeld Sofia Carson Jamie Lynn Spears | Tributo a Britney Spears "Oops!...I Did It Again" Circus" ...Baby One More Time" Till the World Ends" |
| Train                                                            | "Play That Song"                                                                                      |
| Alessia Cara                                                     | "Scars to Your Beautiful"                                                                             |
| Grace VanderWaal                                                 | "I Don't Know My Name"                                                                                |
| Erin Bowman                                                      | "Good Time Good Life"                                                                                 |
| Fitz and The Tantrums                                            | "HandClap"                                                                                            |

## Vencedores e Indicados
Os indicados foram anunciados no dia 3 de março de 2017.
| Melhor Artista Feminina | Melhor Artista Masculino |
| --- | --- |
| - Ariana Grande - Katy Perry - Lady Gaga - Meghan Trainor - Selena Gomez | - Niall Horan - Bruno Mars - Justin Bieber - Nick Jonas - Shawn Mendes |
| Melhor Grupo (apresentado por Kraft Macaroni & Cheese Shapes) | Canção do Ano |
| - Fifth Harmony - DNCE - One Direction - The Chainsmokers - Twenty One Pilots | - "Treat You Better" - Shawn Mendes - "Cake by the Ocean" - DNCE - "Can't Stop the Feeling!" - Justin Timberlake - "Closer" - The Chainsmokers com part. de Halsey - "Sit Still, Look Pretty" - Daya                                                                             |
| Estrela Favorita de Mídia Social (apresentado por Lele Pons, Madison Hu and Olivia Rodrigo) | Artista em Ascensão (apresentado por Camila Cabello) |
| - Jake Paul - Alex Aiono - Baby Ariel - Jacob Sartorius - Jiffpom | - Alessia Cara - Daya - DNCE - Hailee Steinfeld - Kelsea Ballerini |
| Artista Revelação (apresentado por Skylar Stecker e China Anne McClain) | Melhor Colaboração (apresentado por Bea Miller) |
| - Grace VanderWaal - Jon Bellion - Jordan Fisher - Julia Michaels - Noah Cyrus | - "Bad Things" - Machine Gun Kelly e Camila Cabello - "Beauty and the Beast - Ariana Grande e John Legend - "I Don't Wanna Live Forever" - Taylor Swift e Zayn - "Just Hold On" - Steve Aoki e Louis Tomlinson - "We Don't Talk Anymore - Charlie Puth com part. de Selena Gomez |
| Melhor Canção de Amor | Melhores Fãs |
| - "Let Me Love You" - DJ Snake com part. de Justin Bieber - "On Purpose" - Sabrina Carpenter - "Starving" - Hailee Steinfeld e Grey com part. de Zedd - "Wild" - Troye Sivan com part. de Alessia Cara - "Yeah Boy" - Kelsea Ballerini                                                 | - Harmonizers (Fifth Harmony) - Beliebers (Justin Bieber) - Megatronz (Meghan Trainor) - Mendes Army (Shawn Mendes) - Selenators (Selena Gomez) |
| Melhor Canção que Faz Você Sorrir | Melhor Canção de se Dublar (apresentado por Baby Ariel e Brent Rivera) |
| - "24K Magic" - Bruno Mars - "Can't Stop the Feeling!" - Justin Timberlake - "HandClap" - Fitz and The Tantrums - "Juju on That Beat" - Zay Hilfigerrr e Zayion McCall - "Me Too" - Meghan Trainor                                                                                     | - "Work" - Rihanna com part. de Drake - "Bacon" - Nick Jonas com part. de Ty Dolla $ign - "Cake by the Ocean" - DNCE - "Closer" - The Chainsmokers com part. de Halsey - "No" - Meghan Trainor                                                                                   |
| Melhor Canção de se Dançar | Melhor Canção de Fim de Namoro |
| - "Cold Water" - Major Lazer com part. de Justin Bieber e MØ - "Alone (canção de Marshmello)" - Marshmello - "Don't Let Me Down" - The Chainsmokers com part. de Daya - "Millionaire" - Cash Cash e Digital Farm Animals com part. de Nelly - "Never Forget You" - Zara Larsson e MNEK | - "Shout Out to My Ex" - Little Mix - "I Hate U, I love U" - Gnash com part. de Olivia O'Brien - "Make Me (Cry)" - Noah Cyrus com part. de Labrinth - "Sorry" - Justin Bieber - "We Don't Talk Anymore" - Charlie Puth com part. de Selena Gomez                                 |
| Turnê Favorita | Artista de Country Favorito (apresentado por Hayley Orrantia) |
| - Revival Tour - Selena Gomez - 21 Tour - Hunter Hayes - Future Now Tour - Demi Lovato e Nick Jonas - Purpose World Tour - Justin Bieber - The Untouchable Tour - Meghan Trainor | - Kelsea Ballerini - Dan + Shay - Florida Georgia Line - Maddie & Tae - Sam Hunt |
| Artista Revelação de Country | Canção Favorita Country |
| - Maren Morris - Lauren Alaina - Old Dominion - RaeLynn - Temecula Road | - "Peter Pan" - Kelsea Ballerini - "80s Mercedes" - Maren Morris - "From the Ground Up" - Dan + Shay - "H.O.L.Y." - Florida Georgia Line - "Think of You" - Chris Young com Cassadee Pope                                                                                        |
| Melhor Faixa de Dance (apresentado por Guardiões da Galáxia Vol. 2) | Prêmio Hero (apresentado por Jack Black) |
| - Cold Water - Major Lazer com part. de Justin Bieber & MØ - Don't Let Me Down" - The Chainsmokers com part. de Daya - "Millionaire" - Cash Cash & Digital Farm Animals - "Never Forget You" - Zara Larsson com part. de MNEK - "Alone" - Marshmello                                   | Nick Jonas |
| Prêmio Icon (apresentado por Jamie Lynn Spears) | |
| Britney Spears | |